# Dipteryx charapilla
Dipteryx charapilla là một loài rau đậu thuộc họ Fabaceae. Loài này chỉ có ở Peru.